# Anopheles pseudojamesi
Anopheles pseudojamesi este o specie de țânțari din genul Anopheles, descrisă de Hugh Edwin Strickland și Chowdhury în anul 1927. Conform Catalogue of Life specia Anopheles pseudojamesi nu are subspecii cunoscute.